# Taxa de natalidade
Em demografia,  por taxa de natalidade, ou ainda taxa bruta de natalidade, deve entender-se o número de nascidos-vivos que nascem anualmente por cada mil habitantes, em uma determinada área.
A taxa de natalidades de uma região é o número de nascimentos por 1000 habitantes (nesta região) em um ano.
Dado que a fertilidade feminina ou masculina não é o único fator que determina o aumento/diminuição desta taxa, deve-se ter em conta uma série de outros fatores que estão relacionados com esse aumento/diminuição: sociais, fisiológicos e outros. Desta maneira, a taxa de natalidade nos países desenvolvidos é, em geral, mais baixa (devido a esta baixa natalidade estes países tem tido prejuízos econômicos e correm o risco de terem prejuízos econômicos ligados à previdência, desta forma, nações como a Dinamarca tem feito campanhas para aumentarem a natalidade), enquanto que nos países em desenvolvimento a taxa de natalidade é, em geral, superior face ao desconhecimento ou não-divulgação de métodos contraceptivos e à tendência para seguir tradições familiares e religiosas. 
A tendência da população brasileira nas últimas décadas tem sido, diminuir a natalidade. (Saiba mais em: demografia do Brasil)
Em Portugal, também se regista um aumento de nascimentos de mães estrangeiras (nomeadamente de 16% para 29% nos últimos anos). (Saiba mais em: demografia de Portugal) 
Nota: Não deve ser confundida com a Taxa de Fecundidade Total (TFT) ou Taxa de Fertilidade Total (TFT) que mede o número médio de filhos por mulher em idade fértil, ou seja, de 15 a 49 anos (é uma estimativa do número médio de filhos que uma mulher teria até o fim de seu período reprodutivo, mantidas constantes as taxas observadas na referida data, geralmente é medida por ano e por área geográfica que pode ser por país, estado, região, cidade, etc).
Fórmula : TBN     =      N / PT × 1000 = ... ÷
```
                    |                      |
                             
           Taxa bruta          N° de natalidade
                 Da                   :  População média
            Natalidade
```